# Cantone di Les Portes du Tarn
Il Cantone di Les Portes du Tarn è una divisione amministrativa degli arrondissement di Albi e di Castres.
È stato istituito a seguito della riforma dei cantoni del 2014, che è entrata in vigore con le elezioni dipartimentali del 2015.

## Composizione
Comprende i comuni di:
- Ambres
- Coufouleux
- Garrigues
- Giroussens
- Loupiac
- Lugan
- Saint-Agnan
- Saint-Jean-de-Rives
- Saint-Lieux-lès-Lavaur
- Saint-Sulpice-la-Pointe